# Бес Купер
Бес Бери Купер (енгл. Besse Berry Cooper; Округ Саливан, 26. август 1896 — Монро, 4. децембар 2012) била је америчка суперстогодишњакиња која је према гинисовој књизи рекорда носила титулу најстарије живе особе на свету у периоду од 21. јуна 2011. до 4. децембра 2012. године.

## Биографија
Бес Купер рођена је у округу Саливан, Тенеси, Сједињене Америчке Државе, 26. августа 1896. године. Њени родитељи били су Ричард Браун (1861–1932) и Анђелин Бери (1866–1927). У време Првог светског рата преселила се у Џорџију, где је била учитељица. 1924. године, удала се за Лутера Хариса Купера (1895—1963). Имали су четворо деце.
До своје 105. године живела је сама, а затим се преселила у старачком дом.
31. јануара 2011. године, након смрти 114-годишње Јунис Санборн из Тексаса, постала је најстарија жива особа у Сједињеним Америчким Државама.
21. јуна 2011. године, након смрти 114-годишње Марије Гомес Валентим из Бразила, постала је најстарија жива особа на свету.
Бес Купер преминула је у Монроу, Џорџија, Сједињене Америчке Државе, 4. децембра 2012. године, у доби од 116 година и 100 дана.